# Patogenomica
La Patogenomica è lo studio che usa i dat raccolti dalla genomica e metagenomica, attraverso il sequenziamento o i microarray di DNA, per capire la diversità microbica e le interazioni di un microbo coinvolto nello stato di malattina.
La maggior parte delle ricerche di Patogenomica si occupa di agenti patogeni che colpiscono la salute umana; tuttavia, esistono studi anche per i vegetali e gli animali.

## Applicazioni
Molte delle sfide future della patogenomica iniziano col dare un senso al grande afflusso di dati che è ora a disposizione della comunità di ricerca. L'estrazione dei dati per le informazioni utili dimostra di essere applicabile a molti aspetti dell'epidemiologia. Gli approcci bioinformatici stanno fornendo gran parte del potere di rapida estrazione, organizzazione, analisi, visualizzazione e annotazione dei dati catalogati in base di dati.
Si noti che la ricerca patogenomica potrebbe far luce per le estensioni di agenti patogeni, o non patogeni, che non sono legati al umani, vegetali o la salute; usando microbi per biorisanamento. C'è un po', ma molto poco dialogo, però, riguardo a queste estensioni di agenti patogeni e la loro relazione patogenomica. Sarebbe più adatto a classificare le applicazioni patogeno / non-patogeno non correlate all'infezione sotto la categoria più generale della genomica microbica. Alcune altre recensioni parlano ampiamente sia le applicazioni correlate e non correlate su patogeni nello stesso articolo.